# Toro (Itália)
Toro é uma comuna italiana da região do Molise, província de Campobasso, com cerca de 1.530 habitantes. Estende-se por uma área de 23 km², tendo uma densidade populacional de 67 hab/km². Faz fronteira com Campodipietra, Jelsi, Monacilioni, Pietracatella, San Giovanni in Galdo.

## Demografia
| Variação demográfica do município entre 1861 e 2011                               |
|                                                                                   |
| Fonte: Istituto Nazionale di Statistica (ISTAT) - Elaboração gráfica da Wikipedia |

## Cidades-irmãs
- Itatiba, Brasil